# Hippocentrodes desmotes
Hippocentrodes desmotes är en tvåvingeart som beskrevs av Philip 1961. Hippocentrodes desmotes ingår i släktet Hippocentrodes och familjen bromsar. Inga underarter finns listade i Catalogue of Life.